# Ђорђе Керлета
Ђорђе Керлета (Трново, 7. април 1937) српски је писац и аутор књиге Сјећања: истините приче у којој жели да покаже свој животни пут, без намјере да рукопис има било какву књижевну форму.

## Биографија
Ђорђе Керлета, рођен је 7. априла 1937. године у селу Ријеци, општина Трново, код Сарајева. Од десеторо дјеце, био је пето по реду дијете родитеља, мајке Ане (рпђене Симанић) и оца Реље. У браку је са супругом Јеленом (рођеном Зиројевић), од 1966. године. Има двије кћерке, Тању и Латинку и унуке Марка и Алексу (Тањини), Марка и Ивана (Латинкини). Зетови су Душан Гајић из Краљева и Златан Пилиповић из Сарајева. Сада су Гајићи у Женеви, а Пилиповићи у Лондону, са послом и пребивалиштем.
Основну школу и нижу гимназију  (малу матуру), завршио је у Трнову, са одличним успјехом. Средњу управну школу и Правни факултет завршио је ванредно, уз рад у Сарајеву. Радни стаж остварио је у државном управи и привреди. Други свјетски рат преживио је у родном селу Ријеци. На крају рата, 1945. године, имао је 8 година. Посљедњи „Трагички рат” (1992 - 1995)преживио је на Илиџи у својству припадника ВРС и на радној обавези, бранећи себе и своју породицу, дом и огњиште од домаћих и станих окупатора и агресора, често носећи своје име у смислу „чојства и јунаштва”. Убијени су му сестра, брат, два зета и стрина, те бројна родбина и пријатељи. Свих петеро убијених били су у статусу пензионера, а сестра и зет Голијани - цивили убијени на Рогоју из засједе.
Оглашавао се са чланцима у дневним листовима: предратном „Ослобођењу” и „Политици”, ратном „Српском слову”, послијератном „Новом ослобођењу” и „Политици прес”.

## Библиогерафија
- Сјећања:истините приче